# Una donna, una storia vera
Una donna, una storia vera (Marie) è un film del 1985 diretto da Roger Donaldson.

## Trama
Marie Ragghianti lascia definitivamente un marito  violento e ubriacone e si trasferisce a casa di sua madre Virginia, nel Tennessee, per cercare una vita migliore per sé e per i suoi tre figli piccoli. Mentre studia per conseguire la laurea alla Vanderbilt si adatta ad ogni tipo di lavoro per riuscire a mantenere la famiglia. Ottenuto il titolo, trova lavoro grazie ad un ex compagno di liceo, Eddie Sisk, ora assistente legale del Governatore dello Stato appena eletto. La carriera di Marie nell'ambito della giustizia è rapidissima. Nell'arco di un solo anno diventa presidente della commissione che deve valutare le domande di grazia dei detenuti. Ben presto, però, la ragazza si rende conto di essere stata messa in quel posto solo perché Eddie e il Governatore vogliono che lei esegua passivamente i loro voleri, molto spesso arbitrari e contro la legge stessa, per favorire clienti più o meno potenti.  A questo punto Marie si rivolta e denuncia i tentativi di corruzione all'FBI. Ma i due uomini la precedono, le rivolgono accuse infamanti e la licenziano. La situazione precipita pesantemente, con la morte di un amico di Marie che era riuscito a raccogliere delle prove a suo favore. Marie riesce, comunque, a vincere in tribunale, perché i giurati capiscono che il Governatore ha abusato del suo ruolo contro di lei. A seguito di questa sentenza, l'FBI riprende a indagare e a provare la corruzione di Eddie e del Governatore e di altri loro complici. 